# Soulosse-sous-Saint-Élophe
Soulosse-sous-Saint-Élophe är en kommun i departementet Vosges i regionen Grand Est (tidigare regionen Lorraine) i nordöstra Frankrike. Kommunen ligger i kantonen Coussey som tillhör arrondissementet Neufchâteau. År 2022 hade Soulosse-sous-Saint-Élophe 653 invånare.

## Befolkningsutveckling
Antalet invånare i kommunen Soulosse-sous-Saint-Élophe
| Referens: INSEE |